# 宇宙警察
宇宙警察（うちゅうけいさつ）は、フィクションに登場する架空の警察組織である。
ほかに比喩的な俗語として、フィクションの作品における表現に対して、実際のものと異なる点を細かく指摘して批判する者を、取り締まりを行う警察にたとえたネットスラング。

## 宇宙警察が登場する作品
- 東映の特撮作品
  - スーパー戦隊シリーズ：『激走戦隊カーレンジャー』や『特捜戦隊デカレンジャー』に登場。また、その設定を受け継いだ『海賊戦隊ゴーカイジャー』にも登場。『特捜戦隊デカレンジャー』に登場した宇宙警察については、特捜戦隊デカレンジャーの登場人物#宇宙警察を参照。
  - 宇宙刑事シリーズ：シリーズを通して登場する銀河連邦警察とは別に、『宇宙刑事シャリバン』27話に「宇宙警察」という名称が登場。上記のスーパー戦隊シリーズとのクロスオーバー作品『海賊戦隊ゴーカイジャーVS宇宙刑事ギャバン THE MOVIE』や『スペース・スクワッド』にも登場している。
- 漫画 『ケロロ軍曹』：漫画版だけでなくアニメ版をはじめとする他メディアの作品にも登場。所属している人物についてはケロロ軍曹の登場人物一覧#宇宙警察関連を参照。
- アニメ 『勇者エクスカイザー』：宇宙警察カイザーズの面々が所属する、全宇宙規模で行動する公的機関（つまり宇宙公務員）。ゲーム『新世代ロボット戦記ブレイブサーガ』では、同シリーズの二作目『太陽の勇者ファイバード』の宇宙警備隊と、七作目『勇者指令ダグオン』の宇宙警察機構が、それぞれ宇宙警察内の組織として分類されている。
- 漫画 『エルドライブ【ēlDLIVE】』

## 類似の名称・組織
- 銀河連邦警察
- 銀河パトロール（『コブラ』『宇宙海賊ミトの大冒険』『銀河パトロールPJ』『銀河パトロール ジャコ』）